# Антонов, Михаил Васильевич
Михаи́л Васи́льевич Анто́нов (1866—1914) — Георгиевский кавалер Первой мировой войны, есаул, командир сотни 32-го Донского казачьего полка.

## Биография
Родился 8 ноября 1866 года, из дворян Войска Донского. Образование получил в Новочеркасском казачьем юнкерском училище, из которого выпущен 14 февраля 1888 года хорунжим. 14 февраля 1892 года произведён в сотники и 15 апреля 1895 года — в подъесаулы. 6 мая 1900 года получил чин есаула. Служил в 15-м Донском казачьем полку.
В начале 1910-х годов был зачислен в комплект (запас) донских казачьих полков.
С начала Первой мировой войны вновь был вызван на службу, состоял в 32-м Донском казачьем полку, в котором командовал 1-й сотней. 22 августа (по другим данным 6 августа) 1914 года был убит в конной атаке на позиции австрийской пехоты у селения Жолкевка.
Высочайшим приказом от 26 августа 1916 года Антонов посмертно был награждён орденом Святого Георгия 4-й степени.

Его сотня атаковала роту австрийской пехоты в траншее, прикрывавшей артиллерийскую батарею, пленила её, затем стремительным броском взяла вторую линию траншей, и, наконец, и самую батарею. Но сотня, шедшая во втором эшелоне, заняв первую траншею, занялась пленными и не пошла далее. В результате из второй траншеи в спину казакам на батарее ударил пулемет. Командир сотни успел только шашкой подать сигнал к разделению сотни на две части и отходу, как был сражен очередью.